# Harold és a varázsceruza
A Harold és a varázsceruza (eredeti cím: Harold and the Purple Crayon) 2024-ben bemutatott amerikai fantasy filmvígjáték, amelyet Carlos Saldanha rendezett, Crockett Johnson Harold and the Purple Crayon című regénye alapján. A főbb szerepekben Zachary Levi, Lil Rel Howery, Jemaine Clement, Tanya Reynolds és Zooey Deschanel láthatók.
Amerikában 2024. augusztus 2-án mutatták be a mozikban.

## Cselekmény
A kis Harold egy fantasztikus világban él, amelyet a varázslatos ceruzával tud megteremteni. Minden, amit Harold rajzol, életre kel. Amikor narrátora, akit ő csak „öregemberként” emleget, egy nap rejtélyes módon eltűnik, Harold úgy dönt, ajtót rajzol a való világba, hogy megkeresse őt. Haroldot elkíséri barátja, Szarvas, míg Sündisznó eleinte hátramarad, később azonban elszakad a többiektől.
A való világban Haroldot és Szarvast véletlenül elüti Terri, egy anyuka, akinek van egy kreatív fia, Mel. Terri megtalálja őket, és éjszakára megengedi nekik, hogy nála maradjanak, miután Harold titokban megjavítja a kocsijának defektét. Mel titokban összebarátkozik Harolddal, és kap tőle egy darabot a ceruzájából.
Másnap reggel Haroldnak és Szarvasnak el kell hagynia a házat, míg Mel iskolába megy. Mel titokban követi őket, és segít nekik megkeresni az eltűnt narrátort. Mindhárman ellátogatnak egy könyvtárba, ahol találkoznak Gary Natwick könyvtárossal, aki egy bonyolult fantasy regényen dolgozik, és titokban belezúgott Terribe. Gary nem tud segíteni nekik a keresésben, mert az öregemberről szóló információk túl homályosak. Harold ekkor egy repülőgépet rajzol, amely Terri telefonszámát írja az égre, abban a reményben, hogy az öregember majd felhív.
Másnap Melt egy iskolai incidens miatt kirúgják, ami nem zavarja. Harold, Szarvas, Terri és Mel ellátogatnak a főtérre, ahol Harold egy zongorát rajzol Terri számára, mert megtudta, hogy Terri titokban zongorista szeretne lenni. Gary kideríti, melyik könyvből származik Harold, és rájön, az öregembert Crockett Johnsonnak hívják.
Sündísznót később letartóztatják betörésért. Harold és Szarvas egy bontó kotrógépet rajzolva szabadítja ki. Megtalálják Crockett Johnson házát, de rájönnek, a férfi meghalt. Harold kétségbeesik, és látja, hogy minden, amit lerajzolt, kezd eltűnni.
Gary, aki most már megszerezte Harold ceruzáját, bezárja Haroldot és Melt az irodájába, és átváltozik egy harcossá a fantáziavilágából. Mel kiszabadítja magát és Haroldot egy darab kréta segítségével, amit Harold adott neki. A végső csatában Gary ellen, aki a kréta erejét használja a fantáziavilágának megteremtésére, Mel megidézi képzeletbeli lényét, Carlt, hogy legyőzze Garyt és visszaszerezze a ceruzát. Minden visszatér a normális kerékvágásba, és Harold rajzol Garynek egy ajtót, amelyen keresztül beléphet a fantáziavilágába.
Végül Harold, Szarvas, Sündisznó, Terri és Mel ellátogatnak egy múzeumba, ahol Crockett Johnson műveit állítják ki. Harold egy hátrahagyott üzenetből megtudja, miért teremtették, visszatér a saját világába Szarvassal és Sündisznóval. Mel elbúcsúzik Haroldtól, és ad neki egy készlet többszínű ceruzát.

## Szereplők
| Szerep                      | Színész          | Magyar hang           |
| --------------------------- | ---------------- | --------------------- |
| Harold                      | Zachary Levi     | Kovács Lehel          |
| Szarvas                     | Lil Rel Howery   | Papp Dániel           |
| Mel                         | Benjamin Bottani | Holló-Zsadányi Norman |
| Terri                       | Zooey Deschanel  | Sipos Eszter Anna     |
| Gary Natwick                | Jemaine Clement  | Csík Csaba Krisztián  |
| Sündisznó                   | Tanya Reynolds   | Laudon Andrea         |
| Narrátor / Crockett Johnson | Alfred Molina    | Tarján Péter          |
| Prasad                      | Ravi Patel       | Kapácsy Miklós        |
| Silva ifjú nyomozó          | Camille Guaty    | Csifó Dorina          |
| szerelmes nyomozó           | Pete Gardner     |                       |
| Oscar                       | Seth Robbins     |                       |
| Ms. Barnaby                 | Elizabeth Becka  |                       |

### Magyar változat
- Magyar szöveg: Tóth Gábor
- Hangmérnök: Erdélyi Imre
- Vágó: László László
- Gyártásvezető: Újréti Zsuzsa
- Szinkronrendező: Egyed Mónika
- Produkciós vezető: Kálmán-Marjay Szabina

A szinkront az Iyuno Hungary készítette el.

## A film készítése
1992-ben John B. Carls Maurice Sendakkal, az "Ahol a vadak várnak" írójával és illusztrátorával megalapította a Wild Things Productions családi filmgyártó céget. Megszerezték más gyermekkönyvek jogait, köztük a Harold and the Purple Crayon című könyvet, amelynek szerzője, Crockett Johnson volt. Sendak és Denise Di Novi voltak a producerek. 1994-ben Michael Tolkint vették fel a forgatókönyv megírására, és Henry Selicket jelölték meg a rendezésre, de Selick kiszállt a Walt Disney Pictures miatt. Carls Spike Jonze-t választotta ki a film fejlesztésére, amely élőszereplős és animációs film kombinációja. David O. Russellt is bevonták, hogy segítsen az átdolgozásban. Több forgatókönyv, casting, storyboardok és animációs munka kezdődött, de Jonze-nak több mint egy évnyi munka után fel kellett hagynia a projekttel, amikor a TriStar Pictures új vezetősége leállította azt, két hónappal a forgatás megkezdése előtt.
2010 februárjában jelentették, hogy a Columbia Pictures, a Sony Pictures Animation, Steven Spielberg Amblin Entertainmentje és Will Smith Overbrook Entertainmentje a könyv animációs filmadaptációját készíti, amelynek producerei Smith és James Lassiter lesznek, forgatókönyvírója pedig Josh Klausner. 2016 decemberében jelentették, hogy a filmet Dallas Clayton is írja majd.
2021. február 1-jén jelentették be, hogy Zachary Levi lesz a film főszereplője, bár akkor még nem közölték, hogy milyen szerepet fog játszani. Azt is bejelentették, hogy Carlos Saldanha lesz a rendezője a filmnek, és hogy David Guion és Michael Handelman váltja Klausnert és Claytont forgatókönyvíróként, a producer pedig John Davis lesz a Davis Entertainment nevű cégén keresztül.
2022 eleje körül a Georgia állambeli Atlanta környékén zajlottak az élőszereplős forgatások. Gabriel Beristain volt az operatőr. A film vágói Tia Nolan és Mark Helfrich voltak.

## Bemutató
A film 2024. augusztus 2-án került a mozikba. Az eredeti tervek szerint 2023. január 27-én és 2023. június 30-án jelent volna meg.